# Craig Moore
Craig Andrew Moore (* 12. Dezember 1975 in Canterbury) ist ein ehemaliger australischer Fußballspieler. Der Innenverteidiger verbrachte nahezu seine gesamten Zwanzigerjahre bei den schottischen Glasgow Rangers. Anschließend spielte er unter anderem in der deutschen Bundesliga bei Borussia Mönchengladbach und in der englischen Premier League bei Newcastle United.
Für die australische Fußballnationalmannschaft absolvierte er über 50 Länderspiele und nahm an den Fußball-Weltmeisterschaften 2006 und 2010 teil. Bei den Olympischen Sommerspielen 2004 erreichte er mit der australischen Fußballauswahl das Viertelfinale.

## Verein

### Glasgow Rangers
1993 verließ Moore als 17-Jähriger Australien und ging nach Schottland zu den Glasgow Rangers. Nach einem kurzen Aufenthalt in deren Jugendabteilung, spielte er mit einer kurzen Unterbrechung bis 2005 für den schottischen Rekordmeister. Von Oktober 1998 bis März 1999 stand er kurzfristig beim damaligen englischen Zweitligisten Crystal Palace unter Vertrag. Moore wurde mit den Rangers fünfmal schottischer Meister und viermal Sieger des schottischen FA-Cups.
Wegen der Teilnahme an den Olympischen Sommerspielen 2004 verpasste er die ersten Ligaspiele der Saison 2004/05 in Schottland, was ihm Ärger mit Trainer Alex McLeish einbrachte. Im daraus resultierenden Streit wurde er als Mannschaftskapitän abgesetzt und auf die Transferliste gesetzt. Er verließ den Verein in der folgenden Winterpause in Richtung des deutschen Bundesligisten Borussia Mönchengladbach.

### Borussia Mönchengladbach
Bei den abstiegsbedrohten Gladbachern spielte er ein halbes Jahr. In seinem ersten Bundesligaspiel gegen Arminia Bielefeld erzielte er das Siegtor zum 1:0. Beim 1:2 gegen den FC Bayern München am 28. Spieltag  wurde er mit einer Gelb-Roten Karte des Feldes verwiesen. Insgesamt absolvierte Moore 13 Ligaspiele für die Gladbacher, die die Saison auf Platz 15 nur einen Punkt vor dem Absteiger VfL Bochum beendeten. Nachdem sein ehemaliger Rangers-Trainer Dick Advocaat den Verein im April 2005 verlassen hatte, sah auch Moore keine Zukunft mehr, für die Borussen aufzulaufen. Der Verein löste den ursprünglich bis 2006 laufenden Vertrag schließlich vorzeitig auf, nachdem Moore vor dem letzten Spieltag in alkoholisiertem Zustand zum Training erschienen war.

### Newcastle United
Im Juli 2005 unterschrieb er einen Zwei-Jahres-Vertrag bei Newcastle United aus der englischen Premier League. Am 22. März 2006 gab er sein Pflichtspieldebüt im FA-Cup-Viertelfinale gegen den FC Chelsea. In seiner Zeit bei Newcastle war er mehrmals verletzt. Aus diesem Grund schaffte er es nicht, sich gegen die starke Konkurrenz in der Abwehr durchzusetzen. Im Mai 2007 gab Newcastles Trainer Sam Allardyce bekannt, nicht mehr mit Moore zu planen.

### Brisbane Roar
Am 25. Juli 2007 unterschrieb Moore einen Vertrag beim australischen Erstligisten Queensland Roar (heute Brisbane Roar). Während seiner Zeit in Queensland wurde dem Australier Hodenkrebs diagnostiziert. Nach der Entfernung eines Hodens konnte Moore nach wenigen Wochen wieder für sein Team auflaufen. Im Dezember 2009 löste Brisbane den Vertrag mit Moore auf. Grund hierfür waren Differenzen, die sich in einem Gespräch Moores mit Trainer Ange Postecoglou herausstellten.

### AO Kavala
Moores letzte Station war der griechische Verein AO Kavala, bei dem er von Januar bis März 2010 spielte, als sein Vertrag vorzeitig aufgelöst wurde.
Nach der Fußball-Weltmeisterschaft 2010 beendete er seine Karriere.

## Nationalmannschaft
In der australischen Nationalmannschaft gab er 1995 sein Debüt bei einem Spiel in Ghana. Bis zu seinem Karriereende 2010 absolvierte er 52 Länderspiele, in denen er drei Tore erzielte. 2001 und 2005 nahm er jeweils am Konföderationspokal teil. Bei ersterem Turnier kassierte er im verlorenen Halbfinale gegen Japan kurz vor Ende des Spiels die Gelb-Rote-Karte und fehlte in der Folge beim Spiel um Platz drei, das Australien gegen Brasilien gewann. Moore stand zudem im Kader Australiens bei den zwei Fußball-Weltmeisterschaften 2006 in Deutschland und 2010 in Südafrika, bei denen er jeweils Stammspieler in der Innenverteidigung war. 2006 erreichte er mit seiner Mannschaft das Achtelfinale, wobei Moore beim 2:2 im Vorrundenspiel gegen Kroatien das Elfmetertor Australiens zum 1:1-Ausgleich erzielte. 2010 endete das Turnier für die Australier nach der Vorrunde.
Mit der australischen Olympiaauswahl nahm er 2004 an den Sommerspielen in Athen teil und erreichte mit seiner Mannschaft das Viertelfinale.

## Nach der aktiven Karriere
Ab 2012 arbeitete Moore für nahezu drei Jahre als Scout, Berater und Botschafter für den australischen Fußballverband. Von 2015 bis Anfang 2018 war er Fußballdirektor seines ehemaligen Vereins Brisbane Roar. Anschließend war er als internationaler Spielervermittler einer Agentur mit Sitz in Glasgow tätig.

## Erfolge

### Verein
- 5-mal schottischer Meister: 1995, 1996, 1997, 2000, 2003
- 4-mal schottischer FA Cup: 1996, 2000, 2002, 2003
- 3-mal schottischer League Cup: 1997, 2002, 2003

### Nationalmannschaft
- 3. Platz beim Konföderationen-Pokal 2001